# 尖齿耳蕨
尖齿耳蕨（学名：Polystichum acutidens）为鳞毛蕨科耳蕨属下的一个种。

## 扩展阅读
- 維基物種上的相關：尖齿耳蕨